# Jindřich Kafka
Jindřich Kafka (* 25. Februar 1844 in Stražovice; † 2. April 1917 in Wien, auch Heinrich Kafka) war ein böhmischer Komponist.
Kafka war in Prag Schüler von Josef Krejčí. Seit 1875 lebte er als Musiklehrer in Wien. Er komponierte Opern, die sinfonische Dichtung Der Gott und die Bajadere, Klaviertrios, Violinsonaten und Lieder.